# Ridgeville (Indiana)
Ridgeville város az USA Indiana államában, Randolph megyében. Lakosainak száma 688 fő (2020. április 1.).

## Népesség
A település népességének változása:
| Lakosok száma | 716  | 803  | 688  |
|               | 1870 | 2010 | 2020 |